# Агбунов Михайло Васильович
Михайло Васильович Агбунов (*8 серпня 1952, Болград — †19 жовтня 2009) — російський і український вчений болгарського походження, доктор історичних наук, професор, археолог, мандрівник, письменник, громадський діяч, автор наукових та науково-популярних праць з історичної географії античного світу. Президент Російської асоціації історії мореплавання і кораблебудування. Учень археолога Л. В. Суботіна.

## Життєпис
Народився 8 серпня 1952 і виріс в Болграді, в болгарській родині нащадків задунайських колоністів. Агбунов з дитинства захоплювався археологією. Як член шкільного гуртка він брав участь в археологічних розкопках і розвідках в Болградському районі під керівництвом майбутнього відомого одеського археолога Леоніда Васильовича Суботіна, який в подальшому став його близьким другом.
Серед багатьох наукових заслуг М. В. Агбунова стало відкриття численних археологічних пам'яток різних історичних епох на півдні України. Серед них мезолітична стоянка Залізничне, порятунок унікального скарбу бронзових виробів у поселенні пізньобронзової епохи Нові Трояни II і багато інших.
У 1978 році М. В. Агбунов успішно закінчив історичний факультет Одеського державного університету імені І. І. Мечникова. У наступні роки його життя було пов'язане з Москвою. У 1985 році в Московському державному університеті він захистив кандидатську дисертацію. У ці ж роки почалася і активна літераторська діяльність М. В. Агбунова, що став згодом членом Спілки письменників. З-під його пера вийшло чимало наукових і науково-популярних книг.
М. В. Агбунов зробив значний внесок у теоретичне вивчення і популяризацію знань про скіфо-античної історії Причорномор'я. Він також зробив успішну спробу практичної перевірки наявних відомостей античної географії по локалізації давньогрецьких поселень Північного Причорномор'я. На побудованій за його безпосередньої участі копії давньогрецької дієри «Івлія» (названої по імені дочки вченого), починаючи з 1989 року був здійснений ряд історико-географічних експедицій. Слідуючи маршрутами древніх мореплавців в Чорному і Середземному морях, а також в Атлантиці «Івлія», стартувавши з Одеси (Україна), за шість експедиційних сезонів подолала більше 3000 морських миль, відвідала більше 50 європейських портів і, піднявшись вгору по Сені закінчила плавання в Парижі.
У 2000 році М. В. Агбунов повернувся на Україну. Тут у його творчості з'явилася нова тема — історія сучасної Південної України в роки масового переселення болгар в XIX столітті. Остання книга дослідника, що вийшла незадовго до його смерті, була присвячена Івану Микитовичу Інзову (1768—1845) — головному піклувальнику над болгарськими колоніями в Новоросійському краї. Він зіграв виняткову роль в облаштуванні переселенців, що дозволило на багато років вперед закласти основи благополучного розвитку «Нової Болгарії» на землях Буджака.
На батьківщині М. В. Агбунов співпрацював з багатьма періодичними виданнями (газета «Роден край», «Одеські вісті» та ін.), в яких публікував різні матеріали, результати своїх досліджень.
М. В. Агбунов трагічно загинув за нез'ясованих обставин 19 жовтня 2009 року. Михайло Васильович Агбунов був похований 22 жовтня на кладовищі рідного Болграда.
В 2018 році Михайлу Агбунову посмертно присвоєно звання Почесний громадянин міста Болграда.

## Праці
- Загадки Понта Эвксинского (Античная география Северо-Западного Причерноморья) / М. В. Агбунов. — М.: Мысль, 1985. — 160 с. — 70 000 экз. (обл.)
- Античная лоция Чёрного моря / М. В. Агбунов; Отв. редакторы: д-р истор. наук И. Т. Кругликова, д-р геогр. наук Н. А. Хотинский; Рецензенты: чл.-корр. АН СССР А. П. Новосельцев, д.и.н. Г. А. Кошеленко, к.и.н. А. В. Подосинов; Академия наук СССР; Художник С. А. Резников. — М.: Наука, 1987. — 160, [4] с. — (Страны и народы). — 64 000 экз. (обл.)
- Путешествие в загадочную Скифию / М. В. Агбунов; Отв. редакторы: д-р истор. наук И. Т. Кругликова, д-р геогр. наук Н. А. Хотинский; Рецензенты: д.и.н. Д. С. Раевский, к.и.н. А. В. Подосинов; Академия наук СССР; Художник Ф. Б. Левченко. — М.: Наука, 1989. — 192, [16] с. — (Страницы истории нашей Родины). — 50 000 экз. — ISBN 5-02-004620-5. (обл.)
- Античная география Северного Причерноморья / М. В. Агбунов; Отв. ред. д-р истор. наук И. Т. Кругликова; Рецензенты: к.и.н. Л. И. Грацианская, к.и.н. А. В. Подосинов; Российская академия наук; Художник Т. В. Болотина. — М.: Наука, 1992. — 240 с. — (Страницы истории нашей Родины). — 10 000 экз. — ISBN 5-02-005860-2. (обл.)
- Олимпийские боги / М. В. Агбунов; Худож. А. Судаков. — М.: МИКИС, 1993. — 64 с. — (Античные мифы и легенды). — ISBN 5-88580-002-4.
- Античные мифы и легенды: Мифологический словарь / М. В. Агбунов. — М.: МИКИС, 1994. — 368 с. — 1 000 000 экз. — ISBN 5-88580-002-2. (в пер.)
- Подвиги Тесея: мифы / М. В. Агбунов; Худож. Н. Бутковский. — Одесса: ОКФА, 1996. — 112 с. — (Золотые мифы Древней Греции: В 10 кн.; Кн. 8).
- Персей и горгона Медуза / М. В. Агбунов; Рис. Н. Бутковского. — М.: Эллада, 1998. — 80 с. — 10 000 экз. — ISBN 5-88580-003-0.
- Скифия: Историко-географические очерки / М. В. Агбунов; Отв. ред. С. Б. Охотников; Национальная Академия наук Украины. — Одесса: Гермес, 2004. — 192 с.
- Генерал-попечитель: (Жизнь и деятельность И. Н. Инзова) / М.В Агбунов; отв. ред. В. Н. Станко. — 1-е. — Арциз: Диамант, 2009. — 384 с. — 500 экз.